# جيمس موت
جيمس موت هو سياسي أمريكي، ولد في 18 يناير 1739، وتوفي في 18 أكتوبر 1823. انتخب عضو جمعية نيوجيرسي العامة ‏ وانتخب عضو مجلس النواب الأمريكي ‏.